# 남정초등학교 (합천군)
남정초등학교는 대한민국 경상남도 합천군에 있는 공립 초등학교이다.

## 학교 연혁
- 1969년 10월 10일: 개교
- 1993년 3월 1일: 장인국민학교 통폐합

## 참고 자료
- 남정초등학교 - 한국교육학술정보원 학교알리미